# Glaswerkstatt Stokinger
Die ehemalige Glaswerkstatt Stokinger im Hinterhof des Hauses Scharnhorststraße 3 in Leipzig war eine seit dem späten 19. Jahrhundert über drei Generationen von der Familie Stokinger genutzte Werkstatt zur Herstellung von Glasmalereien und Kunstverglasungen. Die von 2015 bis 2017 durchgeführte behutsame Sanierung des denkmalgeschützten Bauwerks wurde 2018 mit dem Hieronymus-Lotter-Preis ausgezeichnet.

## Geschichte

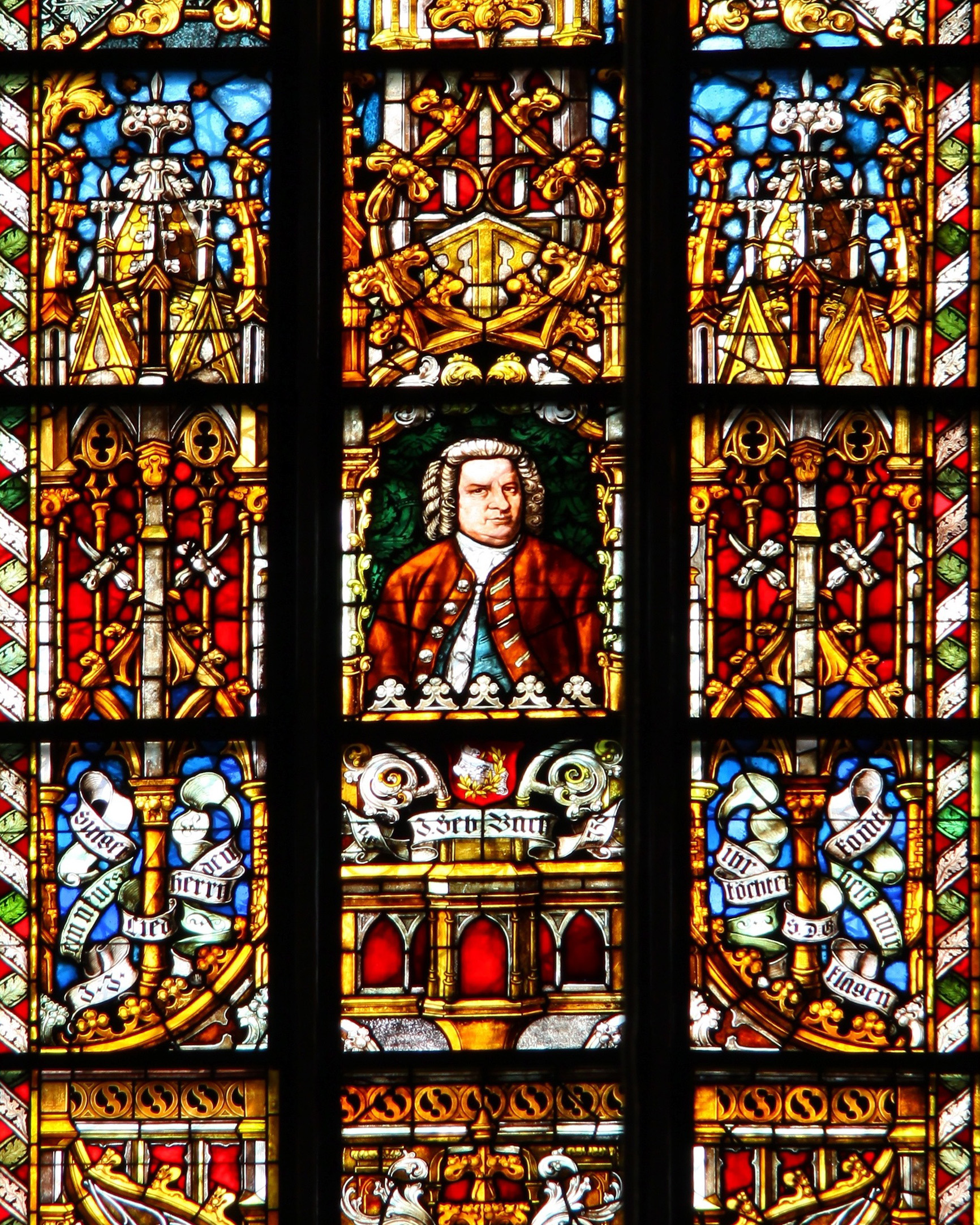
Das von Karl de Bouché entworfene und von Stokinger restaurierte „Bachfenster“ in der Thomaskirche

Die Werkstatt wurde seit ihrer Errichtung im Jahr 1897 rund 90 Jahre lang von drei Generationen der Familie Stokinger genutzt. Die Familie schuf in dem Bauwerk künstlerisch gestaltete Fenster, die in zahlreichen öffentlichen Gebäuden sowie Villen und Kirchen eingesetzt wurden. Letzter Inhaber war Rolf Stokinger, der „in der DDR den einzigen Ausbildungsbetrieb für Glasmalerei“ unterhielt.

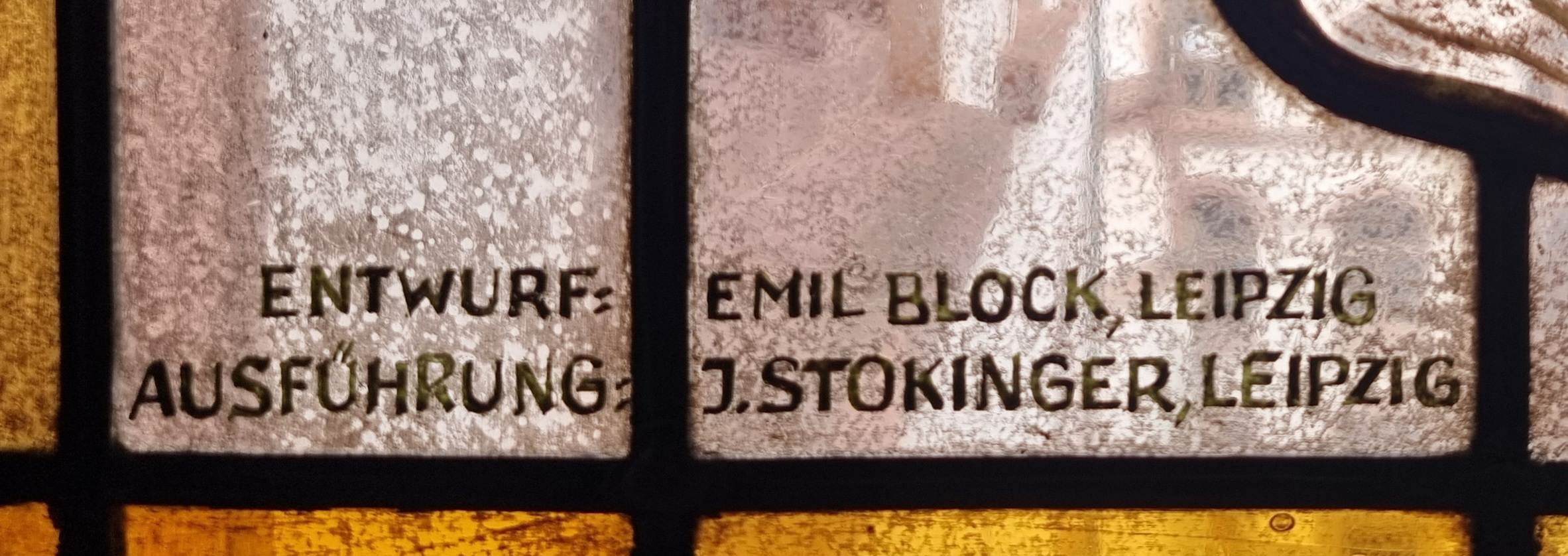
Signatur des von Emil Block entworfenen und von J. Stokinger ausgeführten Bleiglasfenster in der oberen Wandelhalle des Leipziger Neuen Rathauses

Mitarbeiter der Werkstatt beteiligten sich zudem an Restaurierungen oder auch Rekonstruktionen historischer Verglasungen, darunter beispielsweise am Völkerschlachtdenkmal, am Leipziger Neuen Rathaus oder in Specks Hof.
Nach dem Tod von Rolf Stokinger blieb das schließlich in „schlechten Zustand“ geratene Gebäude über mehrere Jahre ungenutzt. Die neue Eigentümerin, die noch persönlich mit dem letzten Werkstatt-Inhaber bekannt war, entschied sich für eine weniger gewinnmaximierte Sanierung im Sinne „bestmöglicher Vermietbarkeit“, sondern für eine schonende Umgestaltung der historischen Bausubstanz für einen Nutzer, „der den Wert des Vorhandenen zu schätzen“ wisse.
So erfolgte zunächst eine detaillierte Erfassung des Bestandes durch die in Berlin ansässigen MARS Architekten, die die Planungen bis zur Fertigstellung begleiteten. Dabei galt es, „die inneren Raumstrukturen und das Erscheinungsbild des Hauses einschließlich der Nutzungsspuren zu bewahren.“ Der Architekt Philip Rieseberg und seine Mitarbeiter fanden in Zusammenarbeit mit geeigneten Handwerksunternehmen zweckmäßig wie ästhetisch ansprechende Detail-Lösungen etwa für die in ihren Oberflächen schonend restaurierten Klinkerwände, die Eindeckung des Daches wie ursprünglich mit Schieferplatten oder den Erhalt historischer Fenster durch Ergänzung mit neuen Innenflügeln. Der aus Ziegelsteinen gemauerte Schornstein und der von den Stokingers ehemals genutzte Glasbrennofen im Erdgeschoss wurden „als Zeugnisse der historischen Nutzung restauriert,“ wobei Umnutzungen des Ofens beispielsweise als Weinschrank möglich wurden.
Die in der ehemaligen Werkstatt noch vorhandenen Bleiverglasungen restaurierte der ehemals bei Stockinger ausgebildete Leipziger Kunstglasermeister Schneider, der zudem fehlende Teile „mit Feingefühl“ rekonstruierte.

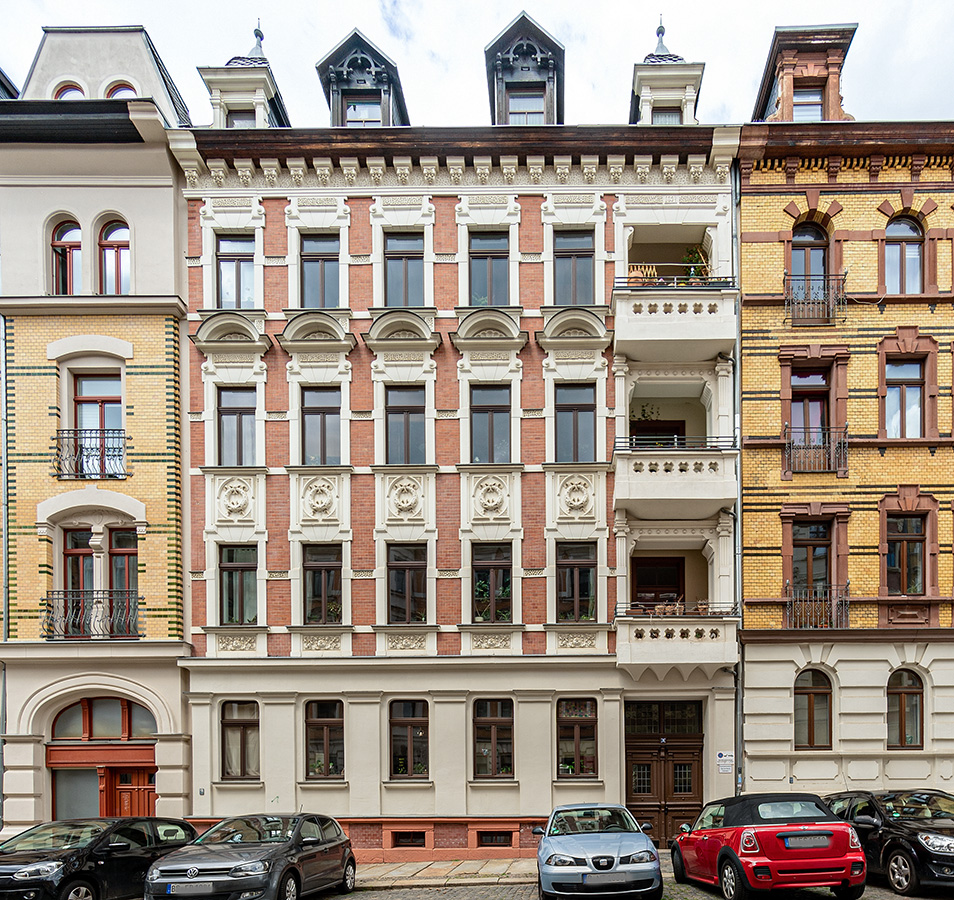
Fassade des Vorderhauses Scharnhorststraße 3 mit der Durchfahrt zum Hof